# Épistémologie française
Le terme 'épistémologie' est sujet à diverses interprétations, clarifiées dans l'article épistémologie.
L'épistémologie française est une tradition de pensée en philosophie caractérisée par le maintien d'une cohésion autour de problématiques souvent segmentées dans d'autres traditions. Cette approche couvre une variété de domaines incluant la logique, la théorie de la connaissance, la philosophie générale des sciences, ainsi que la philosophie de domaines scientifiques spécifiques, et dans une certaine mesure, l'histoire des sciences. En France, l'épistémologie fonctionne comme un liant, établissant des connexions entre ces différents champs d'étude à travers des formulations qui visent à renforcer leur interdépendance.
On associe généralement à cette tradition deux courants de pensée : des positivistes, représenté par des figures telles que Henri Poincaré,  Pierre Duhem, Gaston Milhaud, Édouard Le Roy, Otto Neurath, Émile Meyerson et Louis Rougier,, une autre tradition ayant trait à l'histoire et de la philosophie des sciences, avec des représentants comme  Abel Rey, Hélène Metzger ou Alexandre Koyré.
Contrairement à la tradition anglophone où l'épistémologie correspond exactement à la théorie de la connaissance, en France, elle n'a jamais été une discipline philosophique clairement délimitée et distincte.

## Origine du terme
Le terme, initialement emprunté de l'anglais où il fut introduit par James Frederick Ferrier, a évolué vers une acception différente en France. Les philosophes français ont fréquemment rejeté cette interprétation anglophone, préférant utiliser l'épistémologie pour désigner ce qui est appelé "philosophie des sciences" en anglais. Cette divergence a souvent conduit à des débats houleux, conférant à l'épistémologie française un aspect polémique.

## Courants de pensées
On associe généralement à cette tradition deux courants de pensée : des positivistes, représenté par des figures telles que Henri Poincaré,  Pierre Duhem, Gaston Milhaud, Édouard Le Roy, Otto Neurath, Émile Meyerson et Louis Rougier,, une autre tradition ayant trait à l'histoire et de la philosophie des sciences, avec des représentants comme Hélène Metzger, Alexandre Koyré et Abel Rey.

### Le positivisme dans l'épistémologie française
Poincaré a commencé par proposer, dès 1891, que les axiomes de la géométrie ne sont ni des vérités absolues ni des faits prouvés par l'expérience, mais des conventions, c'est-à-dire des accords sur les bases de la pensée scientifique. Il a développé cette idée dans La Science et l'Hypothèse, où il explore comment ces conventions fonctionnent en mathématiques et en physique, et comment elles s'appliquent à la réalité physique.
Pierre Duhem a ajouté à cela en disant que les expériences scientifiques ne peuvent pas tester une hypothèse isolée, mais plutôt un ensemble d'hypothèses ensemble. Il a approfondi cette idée dans La théorie physique. Son objet, sa structure, en soulignant que les théories physiques servent à représenter les lois de manière abstraite plutôt que de décrire les phénomènes directement.
Leurs idées ont influencé d'autres penseurs comme Milhaud et Le Roy, qui ont étendu cette notion de conventions pour expliquer comment les théories scientifiques fonctionnent comme un intermédiaire entre ce que nous observons et la manière dont nous interprétons ces observations.
Ces discussions ont aidé à former une nouvelle manière de penser en philosophie des sciences, connue sous le nom de conventionnalisme, et ont eu un impact durable sur le domaine, influençant des philosophes et des groupes tels que le Cercle de Vienne.

### La tradition de l'histoire et de la philosophie des sciences
Hélène Metzger postule que les faits observés ne déterminent pas une théorie unique, insistant sur la subjectivité inévitable du scientifique dans la genèse d'une théorie. Cette perspective influence sa conception de l'histoire des sciences, où elle souligne la nécessité pour l'historien de comprendre la subjectivité des scientifiques pour interpréter correctement l'émergence des théories. De plus, elle avance que l'interprétation des textes historiques implique aussi la subjectivité de l'historien, adoptant une approche herméneutique. L'essai souligne une symétrie dans les réflexions de Metzger sur les sciences de la nature et l'histoire des sciences, toutes deux façonnées par des influences subjectives et épistémologiques, formant ainsi un lien entre épistémologie et herméneutique.